# Альбін Ньямоя
Альбін Ньямоя (27 липня 1924 — 31 січня 2001) — політичний діяч Бурунді, прем'єр-міністр країни у 1964–1965 та вдруге у 1972–1973 роках.
Етнічний тутсі з провінції Нгозі, член партії Союз за національний прогрес (UPRONA). Займав пост міністра внутрішніх справ у 1963–1964 роках.